# Resolutie 2270 Veiligheidsraad Verenigde Naties
Resolutie 2270 van de Veiligheidsraad van de Verenigde Naties werd unaniem door de VN-Veiligheidsraad aangenomen op 2 maart 2016. De resolutie verstrengde de sancties tegen Noord-Korea nadat dat land opnieuw een kernproef had gehouden.
China stelde na de stemming dat de resolutie de spanningen moest doen afnemen en dat de situatie pas zou verbeteren als de onderhandelingen werden hervat. Rusland vond de sancties streng, maar achtte ze nodig om het zeslandenoverleg terug op gang te trekken.

## Achtergrond
Al in 1992 werd een akkoord gesloten over de bevriezing van Noord-Korea's kernprogramma. In het begin van de 21e eeuw kwam het land echter in aanvaring met de Verenigde Staten, die het bij de zogenaamde as van het kwaad rekenden. Noord-Korea hervatte de ontwikkeling van kernwapens en ballistische raketten om ze af te dragen. 
In 2006 voerde het land een eerste kernproef uit, in 2009 gevolgd door een tweede. Hieropvolgend werden er middels resolutie 1718 sancties ingesteld tegen het land. In 2012 lanceerde Noord-Korea met succes een raket met een satelliet, en schond daarmee de sancties die het land verboden kern- en rakettechnologie te ontwikkelen. De Veiligheidsraad besloot hierop om het land strengere sancties op te leggen. Als tegenreactie voerde Noord-Korea begin 2013 een nieuwe kernproef uit. In januari 2016 volgde opnieuw een kernproef, deze keer met een waterstofbom.

## Inhoud
De Veiligheidsraad veroordeelde de Noord-Koreaanse kernproef van 6 januari 2016 en raketlanceering van 7 januari 2016, alsook eerdere proeven met ballistische raketten in 2014 en 2015; die allen eerdere VN-resoluties schonden. Men betreurde ook de investeringen in het kernwapen- en raketprogramma, terwijl de bevolking van het land in armoede leefde. Opnieuw werd geëist dat Noord-Korea zijn kernwapen- en raketprogramma alsook andere massavernietigingswapen zou opgeven.
Alle landen moesten vanaf nu goederen die vanaf of langs hun grondgebied naar Noord-Korea gingen of ervandaan kwamen inspecteren. Ook moesten ze verbieden dat Noord-Koreanen schepen die onder hun vlag voeren of vliegtuigen leasten, charterden of bemanden. Hun eigen inwoners en bedrijven moest verboden worden schepen te registreren in Noord-Korea en steenkool, ijzer, ijzererts, goud, titaniumerts, vanadiumerts en zeldzame mineralen uit dat land in te voeren. Ook werd elke levering van vliegtuig- of raketbrandstof aan Noord-Korea verboden. Verder moesten ze vliegtuigen die goederen vervoerden die door de sancties verboden waren verbieden op te stijgen, te landen of over te vliegen.
Daarnaast moesten landen Noord-Koreaanse diplomaten die de sancties omzeilden het land uitzetten, alsook verhinderen dat Noord-Koreanen opleidingen kregen die ten goede zouden kunnen komen aan het Noord-Koreaanse kernwapenprogramma.

## Verwante resoluties
- Resolutie 2141 Veiligheidsraad Verenigde Naties (2014)
- Resolutie 2207 Veiligheidsraad Verenigde Naties (2015)

Lijst ·  2260 ·  2261 ·  2262 ·  2263 ·  2264 ·  2265 ·  2266 ·  2267 ·  2268 ·  2269 ·  2270 ·  2271 ·  2272 ·  2273 ·  2274 ·  2275 ·  2276 ·  2277 ·  2278 ·  2279 ·  2280 ·  2281 ·  2282 ·  2283 ·  2284 ·  2285 ·  2286 ·  2287 ·  2288 ·  2289 ·  2290 ·  2291 ·  2292 ·  2293 ·  2294 ·  2295 ·  2296 ·  2297 ·  2298 ·  2299 ·  2300 ·  2301 ·  2302 ·  2303 ·  2304 ·  2305 ·  2306 ·  2307 ·  2308 ·  2309 ·  2310 ·  2311 ·  2312 ·  2313 ·  2314 ·  2315 ·  2316 ·  2317 ·  2318 ·  2319 ·  2320 ·  2321 ·  2322 ·  2323 ·  2324 ·  2325 ·  2326 ·  2327 ·  2328 ·  2329 ·  2330 ·  2331 ·  2332 ·  2333 ·  2334 ·  2335 ·  2336